# 阿泰纳卢卡纳
阿泰纳卢卡纳（義大利語：Atena Lucana），是意大利萨莱诺省的一个市镇。总面积25.73平方公里，人口2362人，人口密度91.8人/平方公里（2009年）。ISTAT代码为065010。